# Андріївське (Пологівський район)
Андрі́ївське — село в Україні, у Пологівській міській громаді Пологівського району Запорізької області. Населення становить 93 осіб. До 2020 року орган місцевого самоврядування — Тарасівська сільська рада.

## Географія
Село Андріївське розташоване за 113 км від обласного центру та 25 км від районного центру, біля витоків річки Вербова (річка в цьому місці пересихає, на ній існує декілька загат), нижче за течією на відстані 3 км розташоване село Романівське.

## Історія

###### Радянський час
Село засноване 1924 року та перебувало у складі Пологівського району.
З 30 березня 2018 року село входить до складу новоствореної Пологівської міської громади.
12 червня 2020 року, відповідно до розпорядження Кабінету Міністрів України № 713-р «Про визначення адміністративних центрів та затвердження територій територіальних громад Запорізької області», село увійшло до складу Пологівської міської громади.
19 липня 2020 року, в результаті адміністративно-територіальної реформи та ліквідації Пологівського(1923-2020) району, село увійшло до складу новоутвореного Пологівського району.

###### Російсько-українська війна
З 4 березня 2022 року село, в ході російського вторгнення в Україну, тимчасово окуповане російськими військами.

## Населення

### Мова
Розподіл населення за рідною мовою за даними перепису 2001 року:
| Мова       | Кількість | Відсоток |
| ---------- | --------- | -------- |
| українська | 91        | 97.85%   |
| російська  | 2         | 2.15%    |
| Усього     | 93        | 100%     |